# Добрна
Добрна (словен. Dobrna [ˈdoːbəɾna]) — город-курорт в Словении, известный своими спа-лечебницами. В настоящее время муниципалитет включён в состав области Савиньска. Расположен севернее города Целе и восточнее Веленье в исторической области Нижняя Штирия.
Приходской храм посвящён Успению Пресвятой Богородицы (словен. Marijino vnebovzetje) и входит в состав католической епархии Целе. Храм был построен в XVI веке, а в XVII—XIX веках частично перестраивался.